# Tomografia a fascio di elettroni
La tomografia a fascio di elettroni o electron beam tomography è una tipologia specifica di tomografia computerizzata (TC), in cui il tubo radiogeno (che produce i raggi X) non viene mosso meccanicamente al fine di ruotare la sorgente dei raggi X intorno al paziente, ma è stazionario. Il fascio viene mosso elettronicamente lungo un anodo di tungsteno, tracciando un grande arco. In questo modo il movimento del fascio sulla zona anatomica da studiare risulta molto veloce.
Questa tecnologia, grazie alla sua grande velocità, è stata sviluppata esplicitamente per migliorare le possibilità di visualizzare le strutture del cuore che non smettono mai di muoversi; ad ogni battito di cuore è possibile svolgere un ciclo completo di movimento.